# محمد الكربولي
محمد ناصر دلي أحمد الكربولي (مواليد 1974)، هو عضو في البرلمان العراقي، عضو مجلس النواب منذ 2004 ممثلا عن محافظة الانبار ضمن ائتلاف متحدون الحركة الوطنية للإصلاح والتنمية، وشغل منصب عضو لجنة الأمن والدفاع النيابية، وهو شقيق السياسي العراقي جمال الكربولي، وهو رئيس الحركة الوطنية للإصلاح والتنمية.

## السيرة الذاتية
ولد محمد الكربولي عام 1974 في قضاء المسيب  في محافظة بابل، وهو من عائلة دَلّي المعروفة في القائم، وينتمي إلى عشيرة الكرابلة من قبيلة الدليم، حاصل على بكلوريوس في الجغرافية من كلية المأمون الأهلية الجامعة.

## العمل السياسي
- منسق أرتباط لجنة الأغاثة السعودية لدعم الشعب العراقي آيار/مايو 2003-2005
- عضو مجلس النواب العراقي - الدورة الثانية 2010-2014، عضو مجلس النواب العراقي عن محافظة الانبار، نائب رئيس كتلة الحل البرلمانية، عضو لجنة الزراعة النيابية
- عضو لجنة أعـداد ورقة التسوية التاريخية والمجتمعية لأتحـاد القوى العراقية 2016-2017
- الأمين العام للحركة الوطنية للأصلاح والتنمية (الحل) 2013-2018
- مجلس النواب العراقي - الدورة الثالثة 2014-2018، عضو مجلس النواب العراقي عن محافظة الانبار، عضو المكتب السياسي لأتحاد القوى العراقية، عضو لجنة الأمن والدفاع النيابية، رئيس كتلة الحل البرلمانية في مجلس النواب العراقي (حزيران) 2014-2018

- مجلس النواب العراقي - الدورة الرابعة 2018-2022، عضو مجلس النواب العراقي عن محافظة الانبار، نائب رئيس كتلة تحالف القوى الوطنية البرلمانية، عضو لجنة الأمن والدفاع النيابية، رئيس المجلس التنفيذي حزب تقــدم – المشرف على تنظيمات العاصمة بغــــداد.[6][7][8][9][10][11][12]

## الانتساب والعضوية
- عضو مركز أكـد للدراسات الأستراتيجية والسياسات المستقبلية / منظمة متخصصة غير حكومية مستقلة - بغـداد 2015

- عضو منظمة أكاديميو السلام / منظمة متخصصة غير حكومية مستقلة - بغـداد 2009

- متطوع في جمعية الهلال الأحمر العراقي / منظمة غير حكومية مستقلة - بغداد 1998-2005

## أنظر أيضًا
- محمد الحلبوسي
- جمال الكربولي
- قناة دجلة الفضائية